# Antipodarctus
Az Antipodarctus a felsőbbrendű rákok (Malacostraca) osztályának tízlábú rákok (Decapoda) rendjébe, az Achelata alrendágába, azon belül a Scyllaridae családjába tartozó nem.
Egyetlen faj tartozik bele, a Antipodarctus aoteanus. Ezek szubtrópusi, Új-Zéland partjainál élő sekélyvízi rákok.
Legközelebbi rokonai az Eduarctus, utána a Gibbularctus.